# Imperio del Japón
El Imperio del Japón o Imperio japonés, también conocido como Gran Imperio del Japón (大日本帝国?), fue el Estado nación japonés que existió desde la Restauración Meiji el 3 de enero de 1868, hasta la nueva Constitución de Japón, que tuvo efecto el 3 de mayo de 1947. De 1910 a 1945, incluía el archipiélago japonés, las islas Kuriles, Karafuto, la península de Corea y Taiwán. Concesiones como el Territorio Arrendado de Kwantung no eran de iure partes del imperio sino territorios dependientes. En las últimas etapas de la Segunda Guerra Mundial, con Japón derrotado junto con el resto del Eje, el Instrumento de Rendición japonés formalizado se emitió el 2 de septiembre de 1945 en cumplimiento de la Declaración de Potsdam de los Aliados, y el territorio del imperio posteriormente se redujo para cubrir solo el archipiélago japonés que se asemejaba al Japón moderno.

## Etimología
Políticamente, cubre el antiguo período desde el Orden de la Restauración (Restauración Meiji) el 3 de enero de 1868, pasando por la expansión de Japón por el océano Pacífico y el océano Índico, hasta la rendición formal el 2 de septiembre de 1945, cuando se firmó el Instrumento de Rendición. Durante este período de 77 años fue gobernado por el emperador de Japón (Tennō), el que siguió una política imperialista. Constitucionalmente, se refiere al período del 29 de noviembre de 1890 hasta el 3 de mayo de 1947.
El país fue renombrado como el Imperio del Japón, ya que los clanes anti-Tokugawa, Satsuma, y Chōshū, formaron la base de su nuevo gobierno, tras la Restauración Meiji, con su intención de dejarlo como un imperio.
Aunque "Imperio del Gran Japón" es la traducción literal del título en japonés, según la Constitución del Imperio del Japón (大日本帝国憲法; Dai-Nippon/-Nihon Teikoku Kenpō), las denominaciones «Imperio japonés» y «Japón imperial» son conocidas y empleadas comúnmente, refiriéndose a la misma entidad.
En Japón, abreviado como «el Imperio» (帝国; teikoku) fue utilizado con frecuencia. Los nombres "Nippon" (日本; Japón), "Dai-Nippon" (大日本; Gran Japón), "Dai-Nippon/-Nihon Koku" (大日本国; Nación del Gran Japón), "Nihon Teikoku" (日本帝国; Imperio del Japón) fueron usados todos y no fue hasta 1936 que el título apropiado del país fue estandarizado.
En 13 de febrero de 1946, un año después del término de la guerra, Japón se reestructuró como parte de su derrota, y el nombre del país fue cambiado a “Estado del Japón” (日本国; Nihon Koku) en la Constitución del Estado de Japón.

## Historia

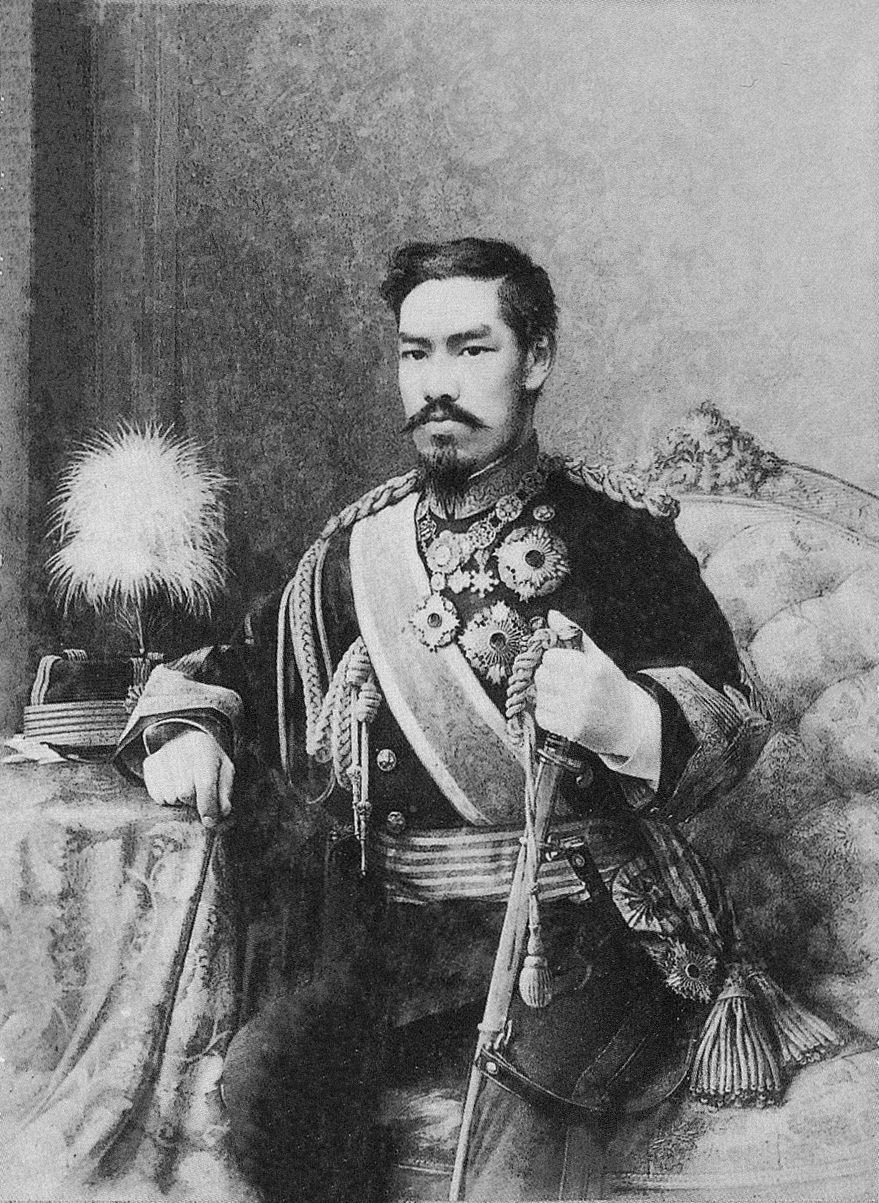
El emperador Mutsuhito fue el líder simbólico de la Restauración Meiji (1867-1912).

La Restauración Meiji estableció las habilidades prácticas y consolidó el sistema político bajo el emperador de Japón, que antes estaba en manos del shogunato Tokugawa. Las metas del gobierno restaurado fueron expresadas por el nuevo emperador en la Carta Juramento. La Restauración llevó a enormes cambios en la estructura política y social de Japón, y se extendió tanto a finales del periodo Edo (a menudo llamado shogunato Tokugawa tardío) y el comienzo de la era Meiji. El período se extendió desde 1868 hasta 1912 y fue responsable de la emergencia de Japón como una nación modernizada a principios del siglo XX.
En los primeros años de la monarquía constitucional, instaurada en 1890, el Estado se estructuró siguiendo el modelo prusiano, conservando la autoridad del emperador pero dando poderes a la Dieta imperial y a otros organismos (la "Democracia Taishō"). En esta época es que empiezan el expansionismo militar y las guerras con China y Rusia.
Con la Gran Depresión, Japón, como otros países, se convirtió en el que se ha calificado como un sistema fascista. Aunque este singular sistema de gobierno era muy parecido al fascismo, probablemente debido a las diferencias culturales, también había muchas diferencias entre ambos sistemas y por eso se ha llamado a la ideología del mismo nacionalismo japonés. Sin embargo, a diferencia de Adolf Hitler y de Benito Mussolini, Japón tenía dos objetivos económicos para desarrollar un imperio en Asia.
Primero, como sus homólogos europeos, nace una industria militar doméstica estrechamente controlada. En segundo lugar, debido a la falta de recursos en las islas de Japón, para poder mantener un sector industrial fuerte y con gran crecimiento, las materias primas como el hierro, petróleo y el carbón en gran parte se habían de importar a pesar de que el país disponía de una pequeña parte de estas. Gran parte de estos materiales llegaba de Estados Unidos. Así, por el esquema de desarrollo militar industrial y el crecimiento industrial, las teorías mercantilistas prevalentes, hacían imprescindibles las colonias. Estas eran necesarias para competir con las potencias europeas. Corea (1910) y Formosa (Taiwán, 1895) fueron anejadas muy pronto para servir como colonias agrícolas. Además, el hierro y el carbón de Manchuria, la goma de Indochina y los vastos recursos de China eran los principales objetivos para la industria japonesa.
Con pocos problemas, Japón invade y conquista toda Manchuria (denominada Manchukuo) en 1931. Aparentemente, Japón lo justifica para liberar a los manchúes de los chinos, justamente como en el caso de la anexión de Corea, que era supuestamente un acto de protección. Como en Corea, se funda un gobierno títere (Manchukuo). Jehol, el territorio chino que hace frontera con Manchuria, fue controlado en 1933. Posteriormente se nombrará un emperador títere para el estado y mayormente controlado por el estado imperial japonés se trata del último emperador llegado al poder del Imperio Manchú, el emperador Pu yi.
Japón invade China en 1937, creando lo que era esencialmente una guerra de tres ramas entre el Japón, los comunistas de Mao Zedong, y los nacionalistas de Chiang Kai-shek. Japón toma el control de muchas de las costas de China y de las ciudades portuarias, pero evitaba prudentemente las colonias europeas y sus esferas de influencia. En 1936, antes de la invasión de China, Japón firma un tratado anticomunista con Alemania y otro con Italia en 1937. El año siguiente en 1938, se aprueba la Ley de Movilización General del Estado, preparando una economía de guerra para una «guerra total» en contra de las fuerzas chinas.
Para ese momento, los militares se habían hecho con el control de facto del país, llegando a eliminarse los partidos políticos en 1940.

## Expansionismo japonés

### Primera guerra sino-japonesa

Principales batallas y movimientos de tropas en la primera guerra sino-japonesa.

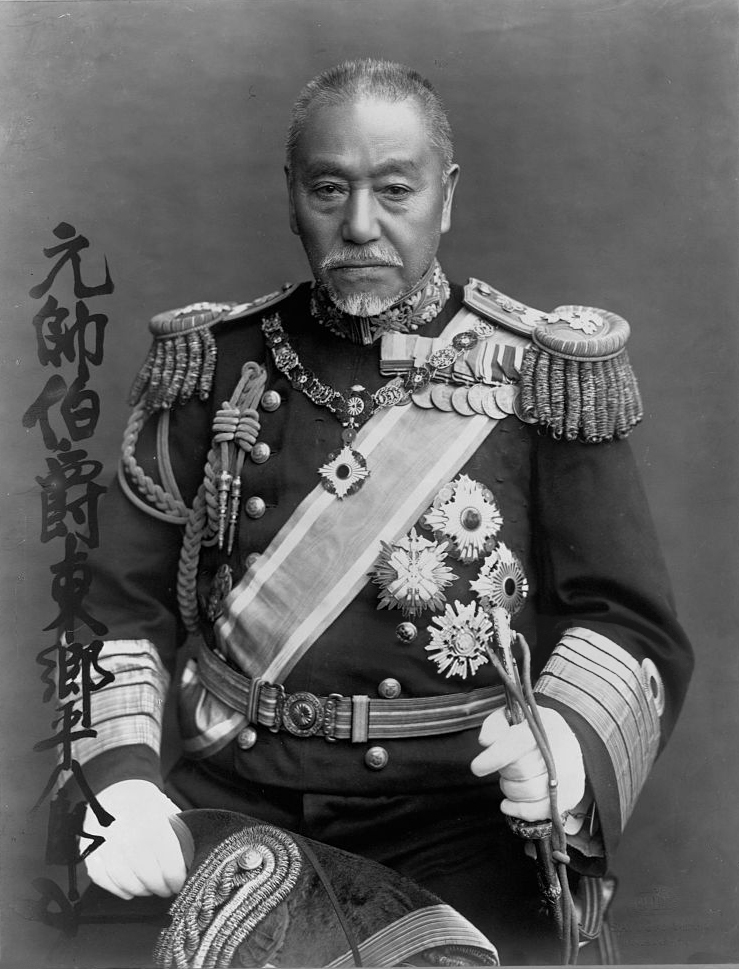
El almirante y marqués Tōgō Heihachirō, comandante durante la primera guerra sino-japonesa.

Antes de su participación en la Primera Guerra Mundial, el Imperio de Japón luchó en dos guerras importantes después de su establecimiento durante la Restauración Meiji. La primera fue la primera guerra sino-japonesa, lucharon entre 1894 y 1895. La guerra giró en torno a la cuestión de control y la influencia sobre Corea en el marco del imperio de la Dinastía Chosŏn. Una rebelión de campesinos había llevado a una petición formulada por el gobierno coreano de China para enviar tropas a estabilizar la región. El Imperio del Japón respondió mediante el envío de sus tropas hacia Corea para establecer un gobierno títere en Seúl. China se opuso y tuvo lugar la guerra subsiguiente, resultando en una breve aventura con tropas japonesas derrotando a las fuerzas chinas en la península de Liaodong, y la destrucción casi total de la marina de China en la batalla del río Yalu. China se vio obligada a firmar el Tratado de Shimonoseki, en la que cedió parte de Manchuria y la Isla de Formosa a Japón. Después de esta guerra, el dominio en la región pasó de China a Japón.

### Guerra ruso-japonesa
La guerra ruso-japonesa (Русско-японская война en ruso, 日露戦争, Nichirosensō en japonés) (8 de febrero de 1904 – 5 de septiembre de 1905) fue un conflicto surgido por las ambiciones imperialistas rivales de la Rusia imperial y el Japón en Manchuria y Corea. Los principales escenarios del conflicto fueron el área alrededor de la península de Liaodong y Mukden, el mar del Japón y el mar Amarillo.
Los rusos buscaban un puerto de aguas cálidas en el océano Pacífico para uso de su Armada y para comercio marítimo. El puerto de Vladivostok solo podía funcionar durante el verano, pero Port Arthur (China) sería capaz de mantenerse funcionando todo el año.
Después de la Primera Guerra Sino-Japonesa (1894-1895), el tratado de Shimonoseki le concedió a Japón la isla de Formosa, así como el protectorado sobre las penínsulas de Corea y de Liaodong. Posteriormente Japón se vio obligado a entregar Port Arthur a Rusia. En 1903, las negociaciones entre Rusia y Japón resultaron ser inútiles, así que Japón decidió entrar en guerra para mantener su dominio exclusivo de Corea.
Las campañas resultantes, en las cuales el Ejército Imperial Japonés logró obtener varias victorias de manera consistente sobre sus oponentes rusos, fueron un hecho inesperado para muchos en el mundo, pues fue la primera vez que un pueblo no caucásico se enfrentaba y vencía a una potencia imperialista europea. Estas victorias transformarían drásticamente el equilibrio de poder en el Este de Asia, lo que daría como resultado la consolidación de Japón como país importante en el escenario mundial. Las vergonzosas derrotas generaron insatisfacción en los rusos con su corrupto e ineficiente gobierno zarista, y fueron una de las principales causas de la Revolución Rusa de 1917.

### Tratado de Portsmouth
El mando ruso en Extremo Oriente, formado por el almirante Yevgeni Alekséyev y el general Alekséi Kuropatkin, era incompetente y sus tropas, insuficientes. Los refuerzos llegaban desde la Rusia europea en el ferrocarril Transiberiano de vía única, muy lento e interrumpido a la altura del lago Baikal. Estas y otras razones, como el ataque por sorpresa del Japón, implicaron que la guerra resultara en una sorprendente victoria japonesa, lo que le convirtió en una potencia mundial a tener en cuenta.
Rusia se ve obligada a negociar. El resultado: la humillación de una nación occidental. Se concluyó un armisticio entre los dos gobiernos: aunque los rusos se encuentran muy debilitados por la Revolución de 1905, las finanzas japonesas están totalmente agotadas y el Imperio nipón ya no dispone de los medios para destruir completamente al grueso de las tropas rusas de Extremo Oriente. Se organiza una conferencia de paz en Portsmouth (EE. UU.) el 5 de septiembre de 1905, gracias a la mediación del presidente estadounidense Theodore Roosevelt. Las cláusulas contienen las siguientes estipulaciones: Rusia debe reconocer la preeminencia de los intereses del Japón en Corea; cede al vencedor su arrendamiento de la península de Liaodong, su base de Port Arthur, el ferrocarril meridional de Manchuria y la mitad sur de la isla de Sajalín. Ambos países, de común acuerdo, se comprometen a restituir Manchuria a China. A pesar de la insistencia del Japón, no se prevé ninguna indemnización.

### Primera Guerra Mundial

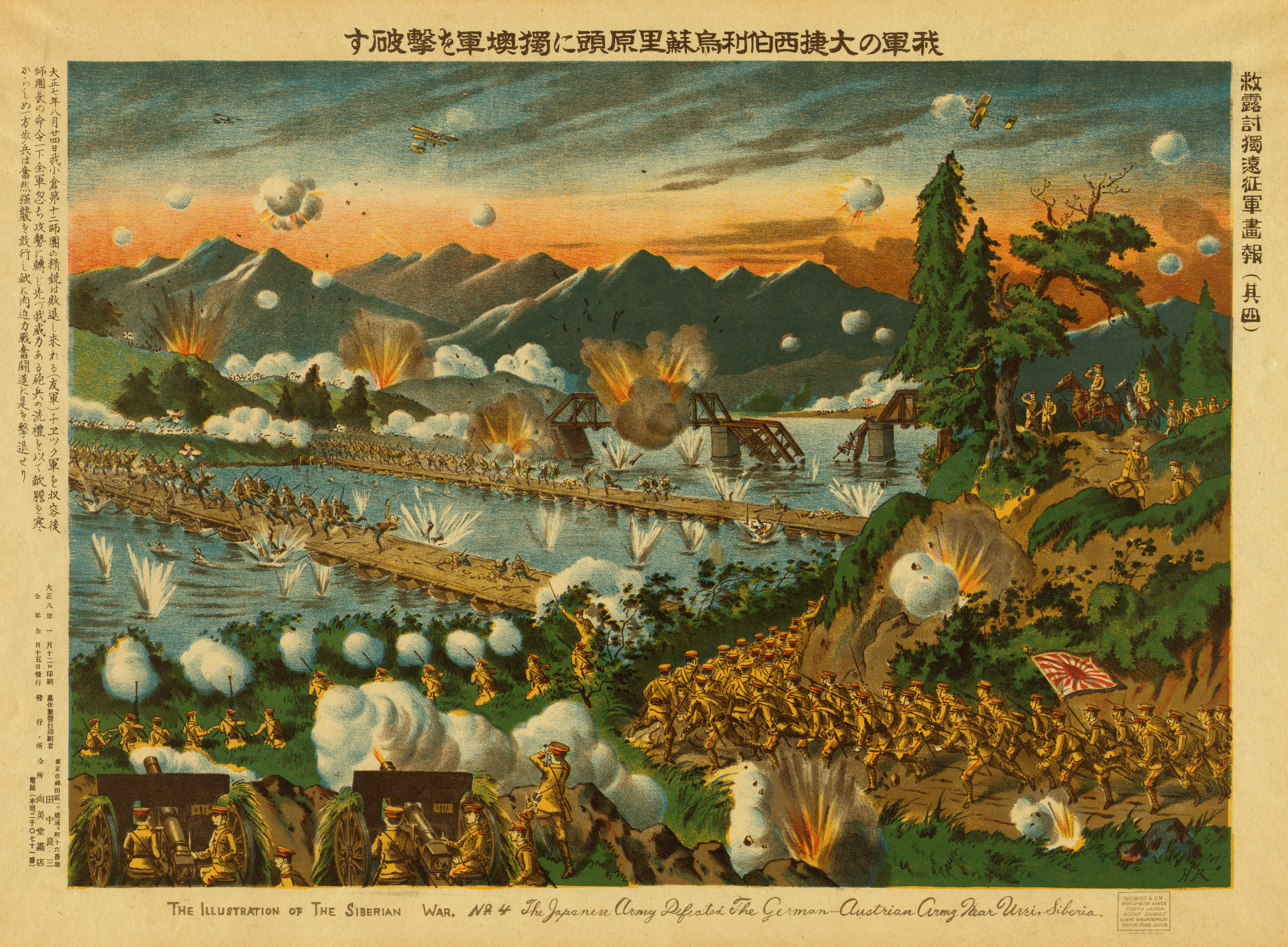
Batalla de Tsingtao.

Japón entró en la Primera Guerra Mundial en 1914, aprovechando la guerra de Alemania en Europa y queriendo ampliar su esfera de influencia en China. Japón declaró la guerra a Alemania el 23 de agosto de 1914 y rápidamente ocupó los territorios de Alemania: ocupados en la provincia de Shandong en China y las islas Marianas, islas Carolinas, las islas Marshall y las islas Belau/Palaos/Palau y las restantes de la antigua Micronesia española que pasaron de soberanía a Alemania y posteriormente a los Estados Unidos de América en el Pacífico, que son parte de Nueva Guinea alemana. El sitio de Tsingtao, una rápida invasión de la colonia alemana de Jiaozhou (Kiautschou) dio buenos resultados y las tropas alemanas coloniales se rindieron el 7 de noviembre de 1914.
Junto a Japón se encontraban los aliados occidentales, en particular el Reino Unido, muy implicados en la guerra en Europa, que solicitó más territorio para consolidar su posición en China en enero de 1915. Además de la ampliación de su control sobre las explotaciones de Alemania, Manchuria y Mongolia Interior, el Japón solicitó también la propiedad conjunta de un importante complejo minero y metalúrgico en el centro de China, la prohibición a China de cualquier cesión o arrendamiento de las zonas costeras a una tercera potencia. Las exigencias de Japón en diversos temas políticos, económicos y militares pretendían reducir a China a simple protectorado japonés. En vista de la lentitud de las negociaciones con el gobierno chino, del sentimiento anti-nipón generalizado en el país y de la condena internacional, Japón retiró el último grupo de demandas, y los tratados se firmaron en mayo de 1915.

### Manchuria

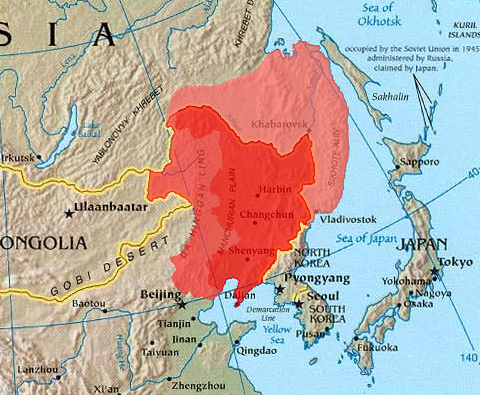
Gran Manchuria, Manchuria rusa (o exterior) es la región de la parte superior derecha coloreada en rosado; próxima a esta se encuentra la península de Liaodong, extendiéndose dentro del mar Amarillo.

Japón en 1930

Con poca resistencia, el Japón invadió y conquistó toda la península de Manchuria en 1931. Japón afirmó que esta invasión fue una liberación de los manchúes del yugo chino, aunque la mayoría de la población estaba constituida por chinos Han. Japón estableció entonces un régimen títere llamado Manchukuo, instalado y el exemperador de China, Puyi, como el oficial jefe de Estado. Jehol, un territorio chino limítrofes de Manchuria, también fue tomado en 1933. Este régimen títere fue ideado para llevar a cabo una campaña propagandística de pacificación en contra de la antijaponesa por parte de los voluntarios de ejércitos en Manchuria. En 1936, Japón creó un Estado títere mongol en Mongolia Interior, Mengjiang (en chino: 蒙疆), que fue predominantemente, de nuevo, chino.

### Segunda guerra sino-japonesa
La segunda guerra sino-japonesa vio aumentar las tensiones entre el Japón Imperial y los Estados Unidos; eventos tales como el Incidente del USS Panay y la Masacre de Nankín predispusieron a la opinión pública norteamericana contra el Japón. Con la ocupación de la Indochina francesa en los años de 1940-1941 y la continuación de la guerra en China, los Estados Unidos embargaron a Japón materiales estratégicos, tales como la chatarra y el petróleo, que eran sumamente necesarios para su esfuerzo de guerra. Los japoneses se enfrentan con la opción de retirarse de China, perdiendo así su influencia y sufriendo además una humillación internacional, o la captura y obtención de nuevas fuentes de materias primas en las colonias ricas en recursos del sudeste de Asia controladas por las potencias europeas, específicamente la Malasia británica y las Indias orientales neerlandesas.

### Pacto Tripartito
El 27 de septiembre de 1940, el Imperio japonés (representado por Saburo Kurusu) firmó el Pacto Tripartito con la Alemania Nazi (representada por Adolf Hitler) y el Reino de Italia (representada por Galeazzo Ciano), siendo sus objetivos "establecer y mantener un nuevo orden de las cosas" en sus respectivas regiones del mundo y esferas de influencia, con la Alemania nazi en Europa, Japón imperial en Asia y el Reino de Italia en el norte de África. Los firmantes de esta alianza son conocidos como las Potencias del Eje. El pacto también pide asistencia mutua si alguna de las potencias fuera atacada por un país aún no implicado en la guerra, con excepción de la Unión Soviética, y de la tecnología y la cooperación económica entre los signatarios.
El 31 de diciembre de 1940, Yosuke Matsuoka dijo a un grupo de empresarios judíos que él era "el hombre responsable de la alianza con Adolf Hitler, pero en ninguna parte he prometido que llevaría a cabo sus políticas antisemitas en el Japón. "No se trata simplemente de mi opinión personal, es la opinión de Japón, y no tengo ningún reparo en anunciarlo al mundo".

### Segunda Guerra Mundial
El comienzo de la Segunda Guerra Mundial, en septiembre de 1939, dio a Japón una nueva oportunidad para extenderse por Sudeste asiático, después de haber alcanzado varios acuerdos diplomáticos. En septiembre de 1940 Japón estableció una alianza tripartita con Alemania e Italia, el denominado Eje Roma-Berlín-Tokio, que aseguraba ayuda mutua y total durante un periodo de diez años. Sin embargo, Japón consideró que el pacto firmado en 1939 entre Alemania y la URSS había liberado al Imperio de cualquier obligación contraída en la alianza anticomunista de 1936. Por tanto, en abril de 1941, Japón firmó un pacto de neutralidad con la URSS, que garantizaba la protección del norte de Dongbei-Pingyuan.
Al mismo tiempo, Japón intentó obtener acuerdos económicos y políticos en las Indias Orientales Neerlandesas, al tiempo que ocupaba la Indochina francesa.
Estas acciones provocaron el embargo de petróleo estadounidense e incrementaron la hostilidad entre ambos países, bastante fuerte desde la invasión japonesa de China en 1937. En octubre de 1941 el general Hideki Tōjō, líder de la facción militar Tōseiha, se convirtió en el primer ministro japonés y ministro de Guerra, lo que no favoreció la normalización de las relaciones.

El 7 de diciembre de 1941 (domingo) sin aviso y mientras todavía se estaban celebrando negociaciones entre los diplomáticos estadounidenses y japoneses, varias oleadas de aviones japoneses bombardearon Pearl Harbor, en Hawái, la principal base naval estadounidense en el Pacífico (véase Ataque a Pearl Harbor); poco después se lanzaron ataques simultáneos contra Filipinas, la isla de Guam, isla Wake e islas Midway, Hong Kong, Malasia británica y Tailandia. El 8 de diciembre (lunes), Estados Unidos declaró la guerra a Japón tras la declaración del presidente Franklin D. Roosevelt en el senado, al igual que el resto de los poderes aliados, excepto la URSS.

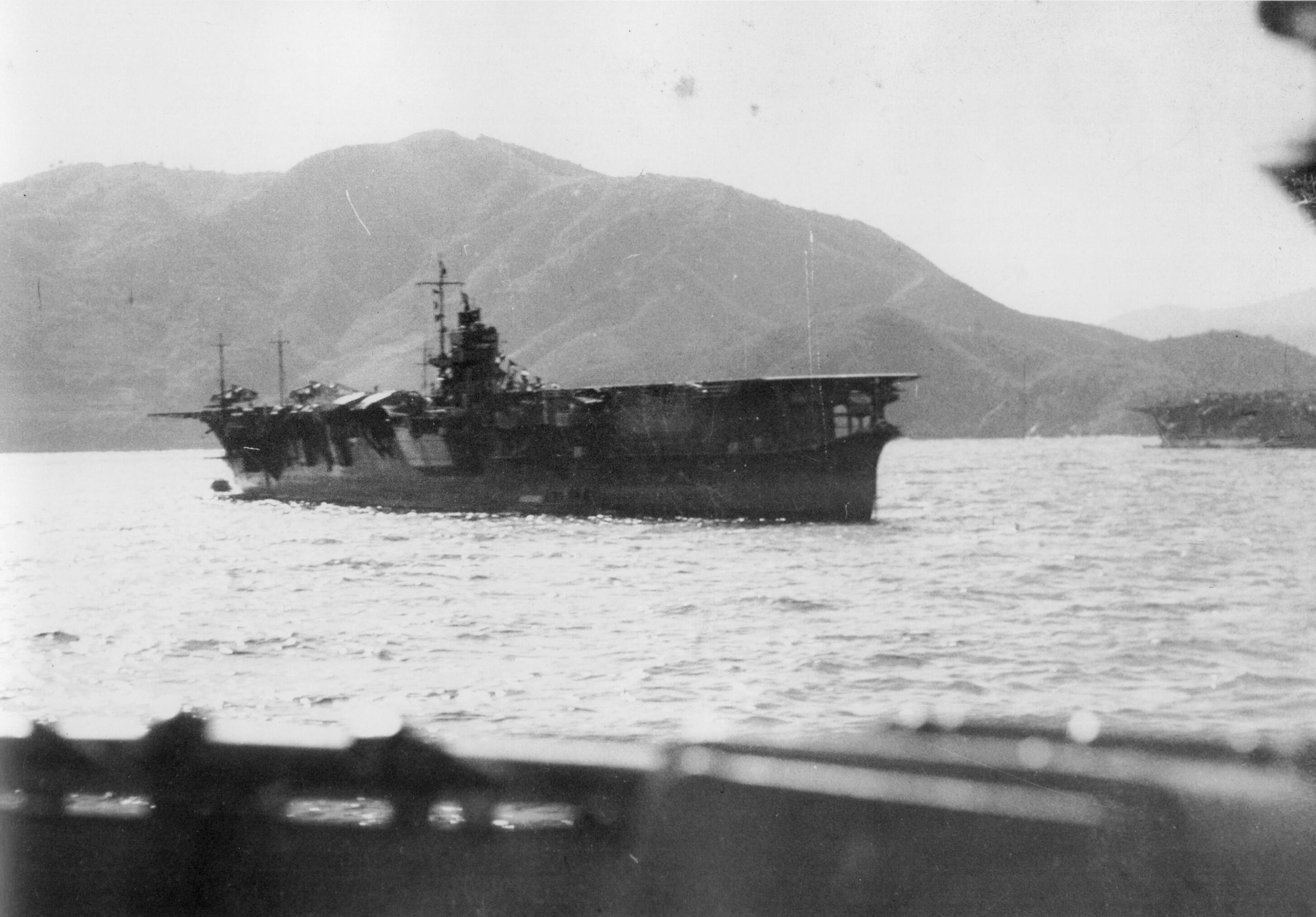
Portaaviones Soryū.

Un año después del éxito de estos ataques por sorpresa Japón mantenía la ofensiva en el Sudeste asiático y en las islas del Pacífico Sur. El Imperio designó el Este asiático y sus alrededores como la ‘Gran Esfera de Coprosperidad de Asia Oriental’ e hizo efectiva la propaganda del lema ‘Asia para los asiáticos’. Además, los elementos nacionalistas en la mayoría de los países de Asia Oriental daban apoyo tácito, y en algunos casos real, a los japoneses, porque vieron un camino aparente para liberarse del imperialismo occidental.
En diciembre de 1941, Japón invadió Tailandia, a cuyo gobierno obligó a firmar un tratado de alianza. Las tropas japonesas ocuparon Birmania, Malasia británica, Borneo, Hong Kong y las Indias Orientales Neerlandesas. En mayo de 1942, las Filipinas cayeron en manos niponas. Volviéndose hacia Australia y Nueva Zelanda, las fuerzas japonesas desembarcaron en Nueva Guinea, Nueva Inglaterra (actualmente parte de Papúa-Nueva Guinea) y las islas Salomón. Un destacamento especial japonés también invadió y ocupó Attu, Agattu y Kiska en las Islas Aleutianas frente a la costa de Alaska, en Norteamérica (cf. Batalla de las Islas Aleutianas). Al final, la guerra se convirtió en una lucha naval por el control de las vastas extensiones del océano Pacífico.

## Colonias y territorios japoneses (1875-1952)
Aquí figuran a manera de listado todos los territorios y colonias japonesas desde 1875 hasta 1952, año de firma del tratado de San Francisco que puso formalmente fin al estado de guerra entre Japón y las potencias aliadas. En azul figuran los estados títeres que Japón instauró en territorios sometidos y defendido por fuerzas niponas.
Las fechas corresponden al control total o parcial del territorio, no al inicio de la campaña militar, y la fecha final corresponde a la rendición de las fuerzas japonesas.
| Territorio                                                        | Inicio                                                    | Soberanía previa                               | Fin        | Resultado                                                          | Estado actual                                                                  |
| ----------------------------------------------------------------- | --------------------------------------------------------- | ---------------------------------------------- | ---------- | ------------------------------------------------------------------ | ------------------------------------------------------------------------------ |
| Anexionado al territorio nacional (1875-1905)                     |                                                           |                                                |            |                                                                    |                                                                                |
| Islas Kuriles                                                     | 07-05-1875                                                | Imperio ruso (Tratado de San Petersburgo)      | 28-04-1952 | Tratado de San Francisco pasa a integrarse en la Unión Soviética.  | Rusia                                                                          |
| Islas Bonin                                                       | 1875                                                      | Ninguna, anexión de las islas                  | -          | Sigue siendo territorio japonés                                    | Japón                                                                          |
| Okinawa                                                           | 11-03-1879                                                | Reino de Ryūkyū (Anexión del reino)            | -          | Sigue siendo territorio japonés                                    | Japón                                                                          |
| Islas de Los Volcanes                                             | 1891                                                      | Ninguna, anexión de las islas                  | -          | Sigue siendo territorio japonés                                    | Japón                                                                          |
| Minami Torishima                                                  | 24-07-1898                                                | Ninguna, anexión de las islas                  | -          | Pasa a los Estados Unidos en 1952. Regresa a Japón en 1968         | Japón                                                                          |
| Karafuto                                                          | 05-09-1905                                                | Imperio ruso (Tratado de Portsmouth)           | 28-04-1952 | Tratado de San Francisco pasa a intergrarse en la Unión Soviética. | Rusia                                                                          |
| Colonias pre-guerras mundiales (1895-1914)                        |                                                           |                                                |            |                                                                    |                                                                                |
| Taiwán (Formosa)                                                  | 17-04-1895                                                | Dinastía Qing (Tratado de Shimonoseki)         | 25-10-1945 | Rendición de las tropas japonesas en la isla.                      | República de China                                                             |
| Kwantung                                                          | 05-09-1905                                                | Imperio ruso (Tratado de Portsmouth)           | 14-08-1945 | Rendición de las tropas japonesas                                  | China                                                                          |
| Corea                                                             | 29-08-1910                                                | Corea (Tratado de anexión Japón-Corea).        | 02-09-1945 | Ocupación aliada (Unión Soviética y Estados Unidos)                | Corea del Norte Corea del Sur                                                  |
| Primera Guerra Mundial y entreguerras (1914-1939)                 |                                                           |                                                |            |                                                                    |                                                                                |
| Concesión alemana de Kiau Chau                                    | 07-11-1914                                                | Imperio alemán (ocupación militar)             | 06-02-1922 | Tratado de las Nueve Potencias                                     | China                                                                          |
| Mandato del Pacífico Sur                                          | 28-06-1919                                                | Imperio alemán (Tratado de Versalles)          | 18-07-1947 | Territorio en Fideicomiso de las Islas del Pacífico                | Estados Federados de Micronesia Palaos Islas Marshall Islas Marianas del Norte |
| Siberia oriental                                                  | 09-01-1918                                                | Estado Ruso/ RSFS de Rusia (ocupación militar) | 24-06-1922 | Evacuación de tropas por presión de Estados Unidos.                | Rusia                                                                          |
| Norte de Sajalín                                                  | 09-01-1918                                                | Estado Ruso/ RSFS de Rusia (ocupación militar) | 15-05-1925 | Convención Básica Soviético-Japonesa                               | Rusia                                                                          |
| Manchukuo                                                         | 18-02-1932                                                | República de China (invasión militar)          | 20-08-1945 | Invasión soviética de Manchukuo.                                   | China                                                                          |
| Segunda guerra sino-japonesa y Segunda Guerra Mundial (1937-1945) |                                                           |                                                |            |                                                                    |                                                                                |
| Territorio chino ocupado                                          | 07-07-1937                                                | República de China (invasión militar)          | 02-09-1945 | Victoria aliada sobre las fuerzas japonesas.                       | China                                                                          |
| Territorio chino ocupado                                          | Consejo Autónomo de Hebei Oriental (1935-1938)            |                                                |            |                                                                    | China                                                                          |
| Territorio chino ocupado                                          | Gobierno provisional de la República de China (1937-1940) |                                                |            |                                                                    | China                                                                          |
| Territorio chino ocupado                                          | Gobierno reformado de la República de China (1938-1940)   |                                                |            |                                                                    | China                                                                          |
| Territorio chino ocupado                                          | Gobierno nacionalista de Nankín (1940-1945)               |                                                |            |                                                                    | China                                                                          |
| Territorio chino ocupado                                          | Mengjiang (1939-1945)                                     |                                                |            |                                                                    | China                                                                          |
| Indochina francesa (Tonkín)                                       | 22-09-1940                                                | Francia (invasión militar)                     | 02-09-1945 | Revolución de agosto. Independencia de Vietnam                     | Vietnam                                                                        |
| Indochina francesa (Cochinchina)                                  | 29-07-1941                                                | Francia (invasión militar)                     | 18-09-1945 | Victoria aliada sobre las fuerzas japonesas.                       | Vietnam                                                                        |
| Indochina francesa (Annam, Laos y Camboya)                        | 15-05-1945                                                | Francia (invasión militar)                     | 18-09-1945 | Victoria aliada sobre las fuerzas japonesas.                       | Vietnam                                                                        |
| Indochina francesa (Annam, Laos y Camboya)                        | Imperio de Vietnam (1945)                                 |                                                |            |                                                                    | Vietnam                                                                        |
| Indochina francesa (Annam, Laos y Camboya)                        | Laos (1945)                                               |                                                |            |                                                                    | Vietnam                                                                        |
| Indochina francesa (Annam, Laos y Camboya)                        | Camboya (1945)                                            |                                                |            |                                                                    | Vietnam                                                                        |
| Islas Gilbert y Ellice                                            | 10-12-1941                                                | Reino Unido (invasión militar)                 | 23-11-1943 | Victoria aliada sobre las fuerzas japonesas.                       | Kiribati                                                                       |
| Guam                                                              | 10-12-1941                                                | Estados Unidos (invasión militar)              | 10-08-1944 | Victoria aliada sobre las fuerzas japonesas.                       | Estados Unidos                                                                 |
| Isla Wake                                                         | 23-12-1941                                                | Estados Unidos (invasión militar)              | 04-09-1945 | Victoria aliada sobre las fuerzas japonesas.                       | Estados Unidos                                                                 |
| Hong Kong                                                         | 25-12-1941                                                | Reino Unido (invasión militar)                 | 30-08-1945 | Victoria aliada sobre las fuerzas japonesas.                       | Hong Kong                                                                      |
| Malasia británica                                                 | 15-01-1942                                                | Reino Unido (invasión militar)                 | 06-09-1945 | Victoria aliada sobre las fuerzas japonesas.                       | Malasia                                                                        |
| Islas Salomón                                                     | 23-01-1942                                                | Reino Unido (invasión militar)                 | 21-08-1945 | Victoria aliada sobre las fuerzas japonesas.                       | Islas Salomón                                                                  |
| Indias Orientales Neerlandesas                                    | 15-02-1942                                                | Países Bajos (invasión militar)                | 21-10-1945 | Victoria aliada sobre las fuerzas japonesas.                       | Indonesia                                                                      |
| Colonia de Singapur                                               | 15-02-1942                                                | Reino Unido (invasión militar)                 | 12-09-1945 | Victoria aliada sobre las fuerzas japonesas.                       | Singapur                                                                       |
| Islas Andamán y Nicobar                                           | 23-03-1942                                                | Reino Unido (invasión militar)                 | 07-10-1945 | Victoria aliada sobre las fuerzas japonesas.                       | India                                                                          |
| Borneo británico                                                  | 29-03-1942                                                | Reino Unido (invasión militar)                 | 09-09-1945 | Victoria aliada sobre las fuerzas japonesas.                       | Malasia Brunéi                                                                 |
| Filipinas                                                         | 08-05-1942                                                | Estados Unidos (invasión militar)              | 02-09-1945 | Victoria aliada sobre las fuerzas japonesas.                       | Filipinas                                                                      |
| Filipinas                                                         | Segunda República Filipina (1943-1945)                    |                                                |            |                                                                    | Filipinas                                                                      |
| Birmania británica                                                | 20-05-1942                                                | Reino Unido (invasión militar)                 | 23-04-1945 | Victoria aliada sobre las fuerzas japonesas.                       | Birmania                                                                       |
| Birmania británica                                                | Estado de Birmania (1943-1945)                            |                                                |            |                                                                    | Birmania                                                                       |
| Islas Kiska y Attu                                                | 06-06-1942                                                | Estados Unidos (invasión militar)              | 28-07-1943 | Evacuación de las tropas japonesas                                 | Estados Unidos                                                                 |
| Territorio de Nueva Guinea                                        | 23-07-1942                                                | Australia (invasión militar)                   | 08-1945    | Victoria aliada sobre las fuerzas japonesas.                       | Papúa Nueva Guinea                                                             |
| Territorio de Papúa                                               | 21-07-1942                                                | Australia (invasión militar)                   | 08-1945    | Victoria aliada sobre las fuerzas japonesas.                       | Papúa Nueva Guinea                                                             |
| Nauru                                                             | 26-08-1942                                                | Reino Unido (invasión militar)                 | 13-09-1945 | Victoria aliada sobre las fuerzas japonesas.                       | Nauru                                                                          |
| Timor portugués                                                   | 10-02-1943                                                | Portugal (invasión militar)                    | 05-09-1945 | Victoria aliada sobre las fuerzas japonesas.                       | Timor Oriental                                                                 |

## Economía
La economía del Imperio del Japón comenzó con la política de un Estado rico y militar fuerte. Mediante esta política, la economía de estilo europeo fue importada y adaptada a Japón. El uso de ferrocarriles y teléfonos en Japón se inició durante el periodo imperial. El proceso de modernización se vigiló de cerca y fuertemente subsidiado por el Gobierno Meiji, mejorando el poder de los grandes zaibatsu. Japón tomó gradualmente el control de gran parte del mercado de Asia para los productos manufacturados, a partir de los textiles. La estructura económica se hizo muy mercantilista, la importación de materias primas y exportar productos terminados.
Desde 1894, Japón construyó un extenso imperio que incluía la isla de Formosa, la península de Corea, Manchuria, y partes del norte de China. Los japoneses consideraban esta esfera de influencia como una necesidad política y económica, lo que impidió a Estados extranjeros estrangular a Japón al bloquear su acceso a las materias primas y cruciales rutas marítimas. La gran fuerza militar de Japón fue considerada como esencial para la defensa del imperio y la prosperidad mediante la obtención de los recursos naturales que las islas japonesas carecían. A este sistema se le conoce como estatismo Shōwa.
El indicador económico fue el número de la propiedad de buques de guerra, que se prolongó también a los asuntos exteriores.
En el área rural, los molinos de seda y la minería fueron la industria principal.

## Cultura
La cultura del Imperio del Japón se caracterizó por las diferencias de las zonas urbanas y zonas rurales: el seudoeuropeísmo en las zonas urbanas y la cultura de papel en las zonas rurales.
En otras palabras, la cultura del Imperio del Japón correspondía a la transición de la dinastía Tokugawa y el Estado de Japón.

### Seudoeuropeísmo
- Edificios de ladrillo rojo
- Alumbrado público a gas

### Expresiones culturales
- Kamishibai
- Menko

Desde el comienzo de la Restauración, el sintoísmo se convirtió en el agente ideológico catalizador en las reformas políticas, que tenían como objetivo el restablecimiento del Imperio japonés, haciendo referencia a la descendencia directa del Tennō del legendario emperador Jinmu, fundador mítico de Japón. Sintoísmo estatal fue la denominación de la ideología promovida por el Gobierno de Japón desde comienzos de la era Meiji hasta su derrota en la Segunda Guerra Mundial, y que se basaba inicialmente en la práctica sostenida del sintoísmo, con la fusión de los ritos realizados en la Corte Imperial y los ritos realizados en los santuarios, y que se transformó en la religión de Estado del Imperio del Japón.

### Política
Se había desarrollado un fuerte culto al emperador gracias a la religión sintoísta, que influía mucho en la vida política, cultural y privada de los ciudadanos. Aquello que fuese en contra de la "moral sintoísta y nacional" era generalmente castigado. 
En 1928 se produjo una violenta represión en contra de comunistas y socialistas debido a su amenaza percibida, excluyendolos del poder y entregando la educación y otros servicios estatales a manos de los sectores más nacionalistas. Fue el comienzo del autoritarismo en Japón.

## Educación
La educación del Imperio japonés fue un asunto de alta prioridad para el gobierno, cuando el liderazgo del joven gobierno Meiji se percató de la necesidad de una educación pública universal en pos de un Japón moderno y occidentalizado. Misiones extranjeras como la Misión Iwakura, fueron una medida para estudiar los sistemas educacionales de los países líderes de occidente.
La educación del Imperio japonés se instaló también en el tennoismo (culto a la divinidad del emperador). El Ministerio de Educación del Imperio japonés emitió el Edicto Imperial de Educación (1890) y el Principio de Kokutai (1937), que elogió dar la vida por el Tennō (emperador). Los libros de texto fueron monopolizados por el Ministerio de Educación, especialmente los libros de texto de historia japonesa fueron escritos bajo el mito de Jimmu (El Guerrero Divino), todas las personas fueron estimadas por la lealtad demostrada al Tennō (fuente histórica del tennoismo), la periodización dependía la vida o la muerte de Tennō, emperador (gengō o eras). En su conjunto en las escuelas primarias, los escolares se vieron obligados a saludar a las fotos de Tennō (jp: 御真影 goshin'ei).

## Bandera

Bandera del Imperio de Japón.

Bandera de la Armada Imperial Japonesa.

Durante el Imperio japonés se usaron dos banderas, ambas basadas en el símbolo del sol. La bandera oficial fue llamada el "Sol rojo" y fue promulgada en 1870. La otra bandera fue llamada el "Sol naciente" y fue la bandera de la Armada Imperial Japonesa. Era una señal de la expansión del imperio; aunque específica de la Marina esta bandera se consideraba más relevante para el militarismo.
A pesar de la caída del Imperio de Japón en 1945, la bandera oficial del antiguo imperio "sol rojo" todavía se utiliza en el actual "Estado de Japón".
En la actualidad existen controversias sobre el uso de la bandera del "Sol naciente" y el Himno Imperial Kimigayo. Los que están a favor de su uso argumentan que el Imperio japonés (hasta 1945) y el actual Estado de Japón (después de 1945) son una continuidad del mismo estado. Los detractores argumentan que son estados diferentes y por lo tanto dicha bandera y la canción oficial del antiguo imperio deben ser abolidas. Sin embargo historiadores japoneses argumentan que Japón nunca fue dos estados diferentes.

### En español
- Benítez Ponce, Alberto Fabián. Mover la guerra. Orígenes de la batalla de Midway (2018, México, edición del autor).
- Beasley, W. G. (1995), Historia Contemporánea de Japón, Madrid, Alianza Editorial. ISBN 84-206-0716-9
- Davison, John (2005). La Guerra del Pacífico Día a día. Libsa. ISBN 84-662-1227-2.
- Reischauer, Edwin O. (1970), El Japón, Historia de una nación. Nueva York.
- Whitney Hall, John (1973), El Imperio japonés, Editorial Siglo XXI, México.

### En inglés
- Jansen, Marius (1989). The Cambridge History of Japan: The nineteenth century. Cambridge University Press. ISBN 0521223563.
- Keene, Donald (2005). Emperor of Japan: Meiji and His World, 1852-1912. Columbia. ISBN 0-231-12340-X.
- Kornicki, Peter F. (1998). Meiji Japan: Political, Economic and Social History 1868-1912 (en inglés). Routledge. ISBN 0-415-15618-1.
- Kuno, Yoshi (2007). Japanese Expansion on the Asiatic Continent - Volume I (en inglés). Read Books. ISBN 1-4067-2253-7.
- Large, Stephen (1992). Emperor Hirohito and Shōwa Japan: a political biography (en inglés). Routledge. ISBN 041-503-203-2.
- Maki, John (2008). Japanese Militarism (en inglés). Read books. ISBN 1-4437-2359-2.
- McCargo, Duncan (2000). Contemporary Japan (en inglés). Palgrave Macmillan. ISBN 0-312-22742-6.
- Perkins, Dorothy J. (1997). A Chronology of Japanese Military Expansion from de Meiji Era to the Attack on Pearl Harbor (1868-1941) (en inglés). Diane Publishing. ISBN 0-78813-427-2.